# Horváth András (labdarúgó, 1945)
Horváth András (Varbó, 1945. december 19. – 1998. augusztus 17. előtt) magyar labdarúgó, csatár.

## Pályafutása
1967 és 1976 között a Diósgyőri VTK labdarúgója volt. 1967. július 30-án mutatkozott be az élvonalban a Szegedi EAC ellen, ahol csapata 4–0-s győzelmet aratott. A találkozó első gólját az újonc Horváth szerezte a 18. percben. Az élvonalban 173 bajnoki mérkőzésen 64 gólt szerzett.

## Sikerei, díjai
- Magyar bajnokság
  - 7.: 1967
- NB I B
  - gólkirály (1973–1974)[3]